# Modigliani (singolo)
Modigliani è un singolo del rapper e cantautore italiano Dargen D'Amico, pubblicato l'8 maggio 2015 come terzo estratto dal quinto album in studio D'io su etichetta discografica Universal Music Italia.

## Antefatti
Come rivelato da D'Amico, il brano è stato proposto per Sanremo 2015, ma non è stato selezionato.

## Descrizione
Sul processo di realizzazione del pezzo l'autore ha dichiarato: "In Modigliani avevo già la cantilena della strofa e sono andato in studio da Zangirolami cantandogliela un paio di volte. Lui ha cominciato a improvvisare sopra la mia voce col piano, e la mattina dopo, quando sono tornato in studio, lui aveva già sistemato tutto, con il brano praticamente finito."
Durante la conferenza stampa di presentazione del disco, egli ha spiegato: "L'ultimo brano, quello al quale intendevo dedicare più tempo, è Modigliani. Non perché fosse più complicato degli altri, ma perché avevo un'idea della dimensione di quello che volevo dire e la mia intenzione era quelli di chiudermi e pensare solo a quel brano. Mi sono preso un mese e sono andato in Islanda, convinto che fosse il posto più adatto come dimensione sia umana che disumana, nel senso che sei da solo. In un mese non sono riuscito a fare assolutamente nulla, poi sono tornato a Milano, mi sono chiuso in un sottoscala in Bovisa e in men che non si dica ho scritto la canzone. Poi l'ho riscritta, però chiaramente non è possibile pensare di esulare da quelli che sono gli stimoli, le ispirazioni e le informazioni che registri quando sei in giro. Non sono in grado di scrivere con la velocità e la naturalezza con cui scrivo a Milano da un'altra parte. C'ho provato, ma non sono mai stato in grado."

## Video musicale
Il video, scritto e diretto da Francesco Caracciolo, Mickey Moruzzo e Luca Rotondo (e montato dagli stessi oltre che da Matteo Colombo), è stato pubblicato il 10 aprile 2015 sul canale YouTube dell'artista.

## Tracce
Parole di Jacopo Matteo Luca D'Amico.
1. Modigliani – 3:41 (musica: Dargen D'Amico, Marco Zangirolami)

## Formazione
Musicisti
- Dargen D'Amico – voce

Produzione
- Marco Zangirolami – produzione
- Noize Studio, Milano – registrazione e missaggio
- Sam @ Precise, Gordon (UK) – mastering